# Herbert Beck (Künstler)

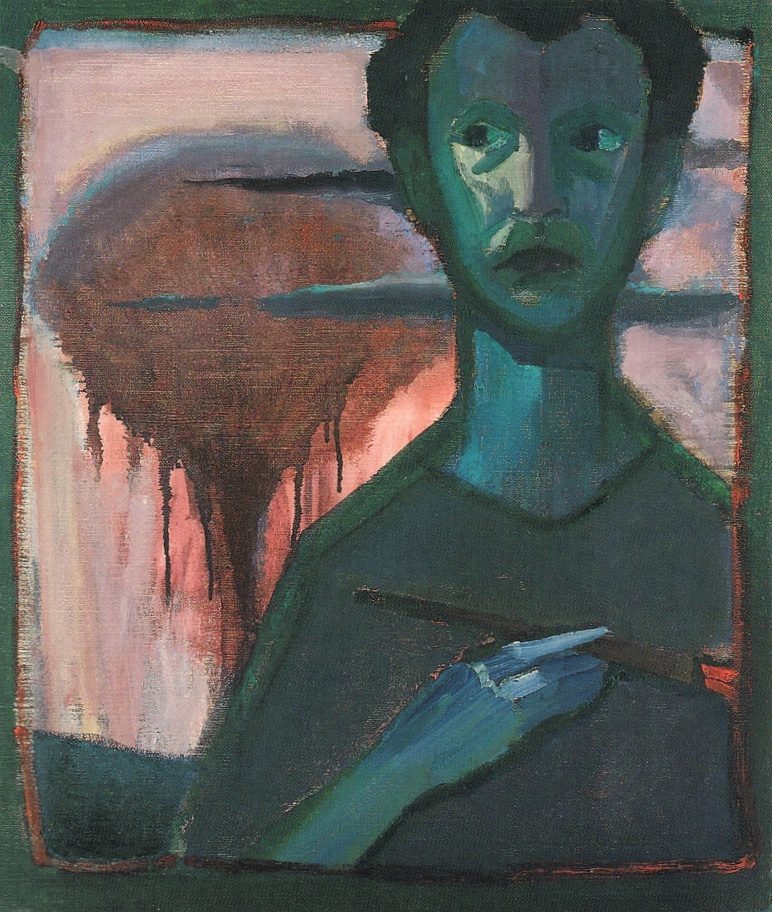
Herbert Beck: Selbstbildnis mit Atompilz, Öl auf Leinwand, 1953, 70 × 60 cm

Herbert Beck (* 29. Januar 1920 in Leipzig; † 28. Dezember 2010 in Tegernsee) war ein deutscher Künstler und Aquarellmaler.

## Leben und Werk

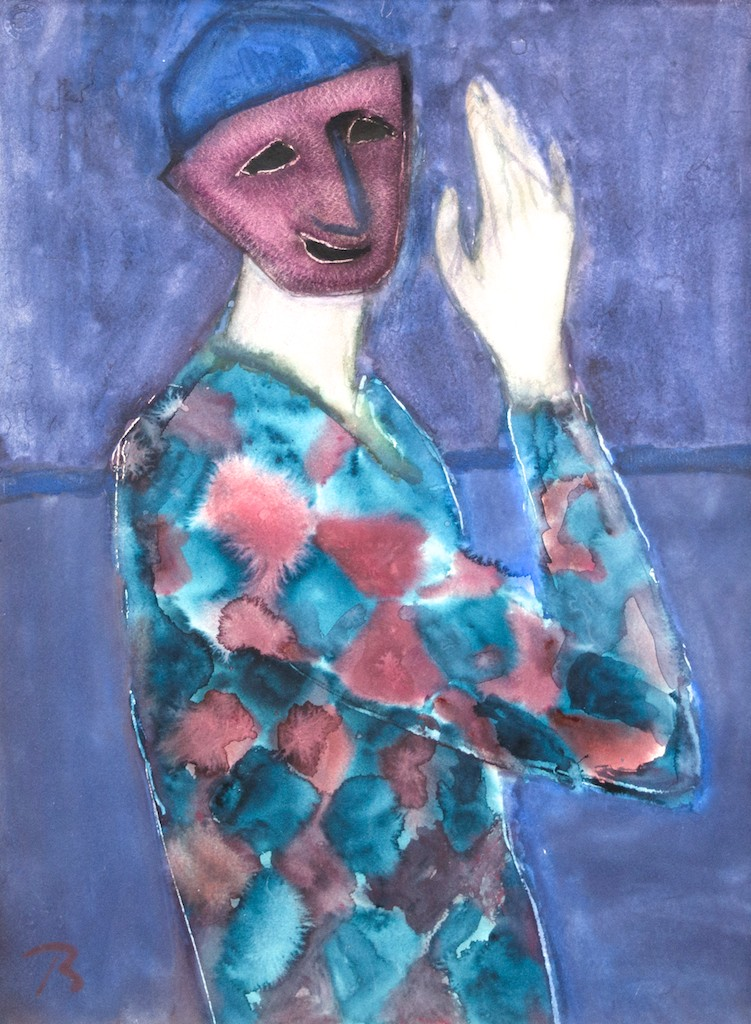
Herbert Beck: Harlekin mit Maske, Aquarell auf Papier, 71 × 50 cm

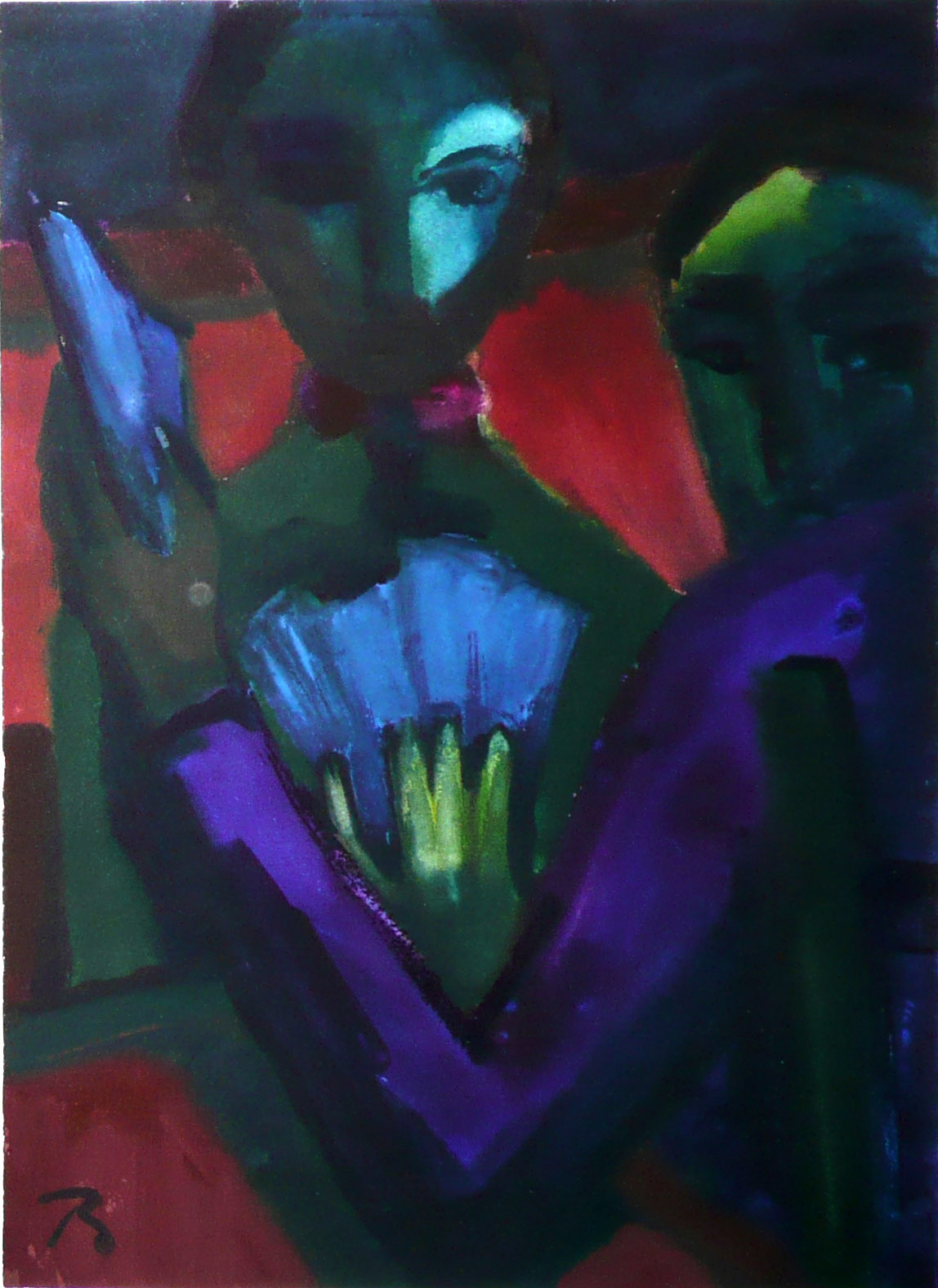
Herbert Beck: Der Kartenspieler (Variation eines Selbstporträts), Aquarell auf Papier, 74 × 54 cm

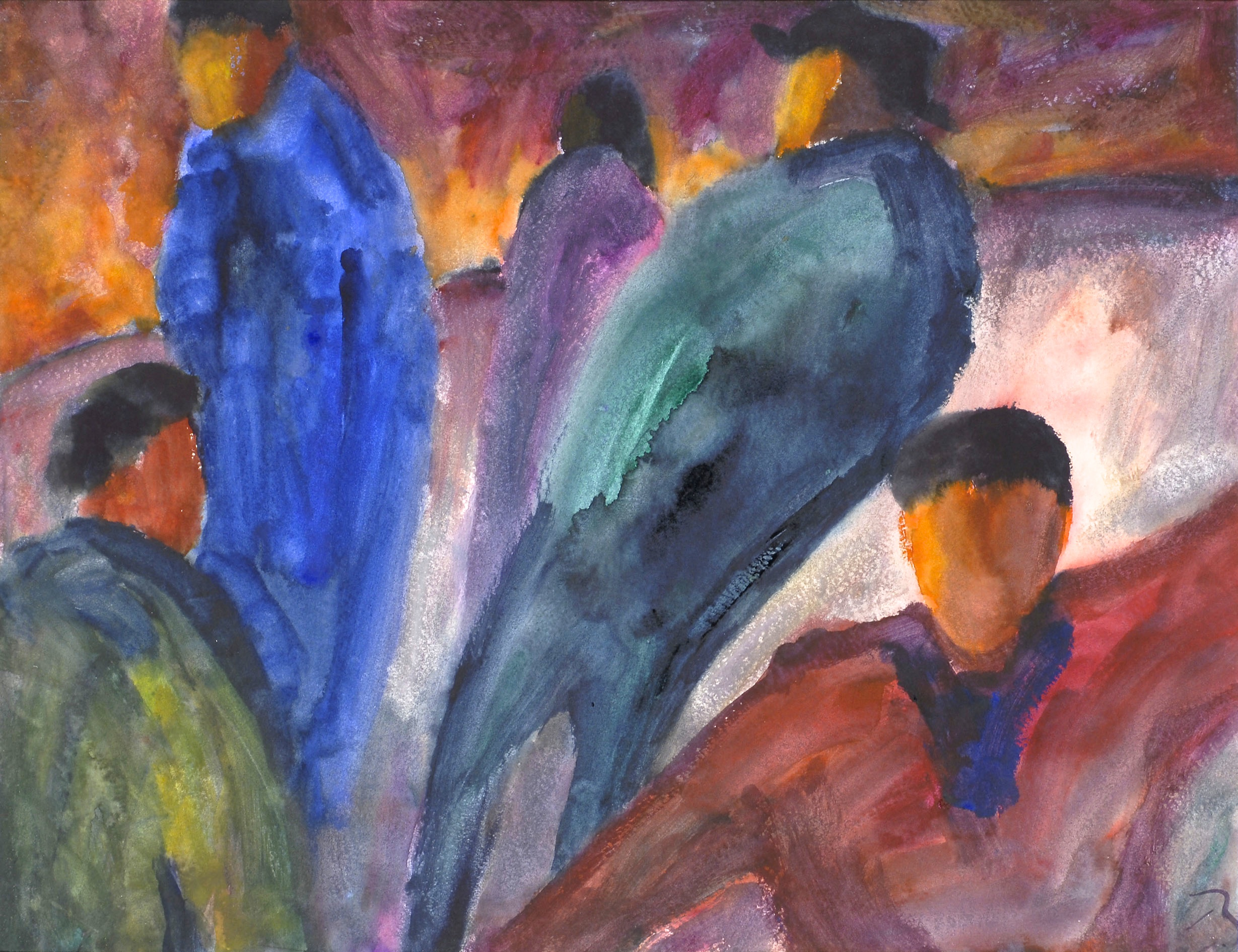
Herbert Beck: Brennende Stadt, Aquarell auf Papier, 1995, 69 × 89 cm

Herbert Beck absolvierte in Leipzig zunächst eine Lehre als Goldschmied und nahm Zeichenunterricht bei Professor Max Schwimmer an der Kunstgewerbeschule für Graphik und Design. 1948, nach der Flucht aus der sowjetischen Zone an den Tegernsee, begann er als Autodidakt zu malen. In den 1950er Jahren stellte die Galerie Commeter in Hamburg seine Ölgemälde mehrmals aus. Auch Hanna Bekker vom Rath förderte Beck schon früh und richtete ihm in den 1960er Jahren mehrere Ausstellungen aus.
Die Bekanntschaft mit Emil Nolde beeinflusste Becks künstlerisches Schaffen. Fasziniert von der leuchtenden Farbkraft in Noldes Aquarellen begann Beck seine eigene, farbstarke Aquarell-Technik zu entwickeln. Auch in der Ölmalerei erzielte er durch extreme Verdünnung mit Terpentin einen aquarellhaften Charakter.
Becks Arbeiten stehen in einer deutschen Tradition des Expressionismus und weisen Tendenzen ins Mythische und Magische auf. Thematisch umfasst das Œuvre Landschaften, Stillleben und figürliche Kompositionen. Religiöse Themen nehmen durch die Jahrzehnte hinweg immer wieder eine wichtige Rolle ein; die Auseinandersetzung mit seinen Kriegserlebnissen spiegeln sich in zahlreichen Werken wider. Auch Becks Vorliebe für Jazz und klassische Musik durchziehen als formale Inspiration das gesamte Werk.
In den späten 1970er Jahren entwickelte Beck eine spezielle Technik, die auf Zufallsprinzip beruhte. Daraus entstanden die „Miniaturen“, kleinformatige Aquarelle mit poetischem und narrativem Charakter.
1984 wurde Beck durch die vielen Jahre des Einatmens von Terpentindünsten während der Arbeit an seinen Ölgemälden ernsthaft krank. Nach seiner Genesung konzentrierte er sich nur noch auf die Aquarellmalerei. In den letzten Schaffensjahren entstand ein Zyklus von Aquarellen, die er „Gesichter der Welt“ nannte. Mit den oft schockierenden,  entlarvenden Darstellungen von Tätern und Opfern formulierte er seine Idee vom Menschen im 20. Jahrhundert. Auch seine Landschaftsdarstellungen entwickelte er weiter zu den abstrakten, aus räumlichen Farbstufen bestehenden „Meditativen Landschaften“.
2010 verstarb der Künstler mit 90 Jahren in Tegernsee nach kurzer Krankheit.

## Ausstellungen (Auswahl)
- 1952  Galerie Commeter, Hamburg
- 1954  Kunstmuseum, Norrköping

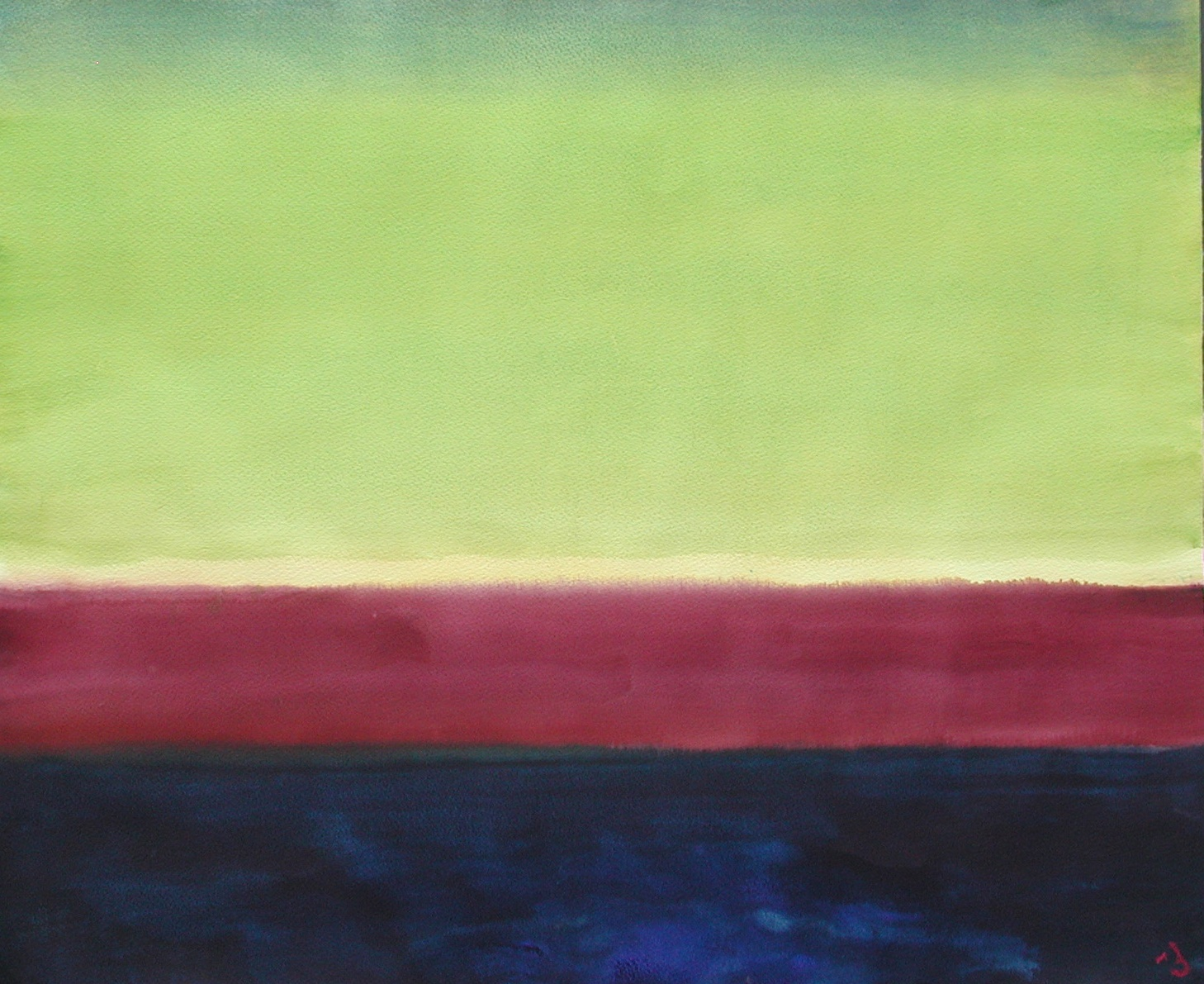
Herbert Beck: Meditative Landschaft, Aquarell auf Papier, 2000, 72 × 86,5 cm

- 1956  Galerie Marcel Bernheim, Paris
- 1961  Hanna Bekker vom Rath, Frankfurt
- 1961  Galerie Utermann, Dortmund und Kunsthaus Bühler, Stuttgart
- 1984  Archeus Fine Art, London
- 1985  Galerie Adelhoch
- 1989  Galerie Leonard Hutton, New York
- 1996  Kunstmuseum, Ahlen
- 1997  Lesly Sacks Fine Art, Los Angeles
- 2000  Galerie Dobe, New York
- 2002  Beck & Eggeling, Düsseldorf
- 2009  MIA Art Foundation, Peking
- 2012  Connaught Brown, London
- 2013  Klostermuseum Bad Schussenried
- 2014  Connaught Brown, London
- 2015  Beck & Eggeling International Fine Art, Düsseldorf
- 2018  Herbert Beck trifft Emil Nolde. Inspiration und Umsetzung, Olaf Gulbransson Museum, Tegernsee
- 2021  Beck & Eggeling International Fine Art, Düsseldorf
- 2023  Otto Modersohn Museum, Tecklenburg
- 2023/24 Fondazione Gabriele e Anna Braglia, Lugano